# Miguel Prieto Anguita
Miguel Prieto Anguita (Almodóvar del Campo, Ciudad Real, 17 de noviembre de 1907 - México, D. F., 12 de agosto de 1956), pintor y diseñador gráfico español.

## Biografía
Se inició como escultor y en 1924 se matriculó en la Academia de Bellas Artes de San Fernando. En 1931 expuso en el salón del Ateneo de Madrid. Miembro del Partido Comunista de España, participó en las Misiones Pedagógicas junto a Diego Marín como escenógrafo del Retablo de fantoches. Más tarde, creó un teatro de títeres propio, La Tarumba, cuyas representaciones continuarían incluso en las retaguardias de los frentes de la guerra civil española. Ilustró numerosos libros (entre ellos el Romancero gitano de Federico García Lorca) y desarrolló una intensa actividad como escenógrafo, además de ser responsable artístico de la revista Octubre, dirigida por Rafael Alberti. Al estallar la Guerra Civil ingresó en la Alianza de Intelectuales Antifascistas y durante la contienda tomó parte en diversas actividades de propaganda y creó varias publicaciones (El Buque Rojo, Ejército del Ebro). Algunos de sus libros de dibujos fueron expuestos en el Pabellón Español de la Exposición Internacional de París de 1937. Al finalizar la contienda pasó a Francia, donde permaneció internado en el Campo de concentración de Argelès-sur-Mer hasta su exilio a México, donde continuó sus actividades como pintor, ilustrador, diseñador gráfico y escenógrafo, de forma que se constituyó en una de las figuras más sugestivas de lo que se ha dado en llamar ‘Edad de Plata’ de la cultura española. 
En este exilio tomó principalmente dos rumbos: la pintura y el diseño gráfico. Su pintura, que tuvo una importante presencia en la escena artística mexicana, experimentó una nueva fase intensa y expresiva. De hecho terminó de madurar reedificando la memoria de España a través de revividas escenas de la guerra, imágenes alegóricas que intentaban rescatar lo esencial de la vivencia de España o metáforas de una lucha que no se quería dar por terminada. Fue algo que estuvo presente durante toda esta etapa de su vida artística. La pintura de Prieto también supo recuperar el destino estético de la mirada a través de bodegones o figuras que expresaban una vitalidad nunca doblegada. Pero ya desde fechas muy tempranas se dejó igualmente penetrar por la sensibilidad y el alma de la nueva patria de acogida, cuyas exuberantes formas y colores, así como la potencia constructiva de su sensibilidad ancestral, el artista supo hacer suyas.
En cuanto al diseño gráfico, desde una esencialidad minimalista Prieto fundamentó un verdadero giro en las artes gráficas mexicanas; logró crear una sólida tradición y una verdadera escuela. Su actividad fue desbordante, y se encargó del diseño de publicaciones tan importantes como España Popular, el suplemento dominical de El Nacional, México en la cultura, Nuestro Tiempo, Sinopsis, México en el arte, Universidad de México. También ilustró numerosos libros, como La Celestina de Fernando de Rojas, o La esfinge mestiza de Juan Rejano, ambas de la Editorial Leyenda, en la que a su llegada a México trabajo como linotipista e ilustrador, y cuidó la edición mexicana del Canto General de Pablo Neruda, así como otros títulos del poeta chileno.
El lenguaje visual que Prieto Anguita cultivó en sus publicaciones fue sumamente vario y flexible e iba desde el popularismo ingenuista, el expresionismo y el surrealismo metafísico al realismo político. Su nombre aparece activamente involucrado en acontecimientos tan fundamentales como la intensa actividad cultural que el Gobierno de la II República Española desarrolló durante su traslado a Valencia o para el Pabellón Español de la Exposición Internacional de París de 1937, efímera edificación proyectada por Josep Maria Sert y Luis Lacasa, que albergó el Guernica de Picasso y otras obras maestras de Joan Miró, Alexander Calder, Julio González, Alberto Sánchez, Josep Renau y otros muchos artistas leales a la causa republicana.
Entre sus retratos destacan los de Antonio Machado, Juan Rejano, Miguel Hernández, José Giral o Luis Fernández, héroe español de la resistencia antinazi en Francia.